# La memoria (romanzo)
La memoria è un romanzo di Giovanni Battista Angioletti vincitore nel 1949 del Premio Strega.

## Trama
(G. B. Angioletti, La memoria)»
La narrazione inizia con il protagonista, bambino assai piccolo, e la scoperta di mille sensazioni. Intorno a lui la vita è frenetica, piena di allegria e movimento: dal laboratorio di ceramiche del nonno, al gruppo dei ragazzi di strada, tutto si muove, emette suoni, evoca scenari di avventura e fantasia. Poco tempo il bimbo passa in casa, dove l'atmosfera non è serena, anche se a lui ne vengono tenuti nascosti i motivi. Eppure la casa ogni tanto si riempie di ospiti, donne e uomini che consumano lauti pasti e si divertono con canti e scherzi.
Ma il piccolo ha conosciuto un dolore dopo l'altro: cresciuto e divenuto scolaro, è evitato dai teppistelli che prima gli erano amici; le operaie del nonno lo considerano ormai estraneo e non più il tenero bimbetto da vezzeggiare; gli ospiti serali non mancano di subissarlo di consigli e far notare la sua incapacità di esprimersi con fluidi discorsi; timido e sempre più impacciato, il ragazzino si chiede troppo spesso che cosa ci stia a fare al mondo e, travolto dalle incaute critiche degli estranei, si convince di procurare solo dispiaceri ai suoi amati familiari. Il pensiero di finire tutto ciò con la morte, il desiderio di morire, svanire, sono per lui una ricca fonte di strazio.
Poi giungono, periodicamente, malattie che lo costringono a letto, in preda a febbri altissime. Allora scompare il desiderio di morire, senza che il ragazzino ne comprenda la ragione, e accanto a questo stato si insinua la convinzione che la morte arriverà per effetto della malattia, che è solo questione di tempo. Gli amici di famiglia, i parenti e persino i lavoratori del nonno vengono in processione a vedere l'infermo, a mormorare incoraggiamenti, ad approfittare del suo torpore o delirio per confidenze audaci e altro. Il malato si augura di morire al più presto anche per non vedere più sua madre triste. Ma anche il male passa e comincia il tormento della convalescenza, riprendono gli scherzi pesanti degli estranei, come fosse egli colpevole di una pesante birichinata.
Riprende così per il ragazzo la vista di tante ipocrite scene, di infelicità non palesate, di sentimenti repressi. Solo il nonno, con il suo carattere rude, ma sempre a condividere con i suoi dipendenti la fatica quotidiana, splende nel cuore del giovinetto, che arriva a temere, in seguito a uno sciopero, che il vecchio possa morire dal dispiacere. E non si comprende come le differenze di classe non vengano mai cancellate, nonostante i momenti di festa comune, i pranzi offerti, lo scambio di regali natalizi. Nemmeno le feste di carnevale sono divertenti, ma solo frenesia e pretesto per celare qualche comportamento biasimevole. Anche gli artisti del circo, acclamati dalla folla presente agli spettacoli, sono in fondo amareggiati e non sfugge all'acutissimo, piccolo testimone, che accettano gli applausi con sopportazione, così come le fiere non sono felici nel prodursi nei loro esercizi, fatti per divertire chi li guarda.
Eppure un giorno il corso degli eventi muta imprevedibilmente. Uscito di città per fare una passeggiata in campagna, il ragazzo è sorpreso da un acquazzone e teme di ammalarsi di nuovo. Passa una ragazzina con un enorme ombrello verde. Con semplicità lo ripara e insieme percorrono un tratto di strada fino a una tettoia. Interrogato dall'umile compagna, il ragazzo parla della sua vita e si accorge di colpo di quanto i ricordi, raccontati, assumano un altro aspetto, quasi purificandosi dei lati più bui, per diventare storie quasi più vere della realtà. Ecco perché gli adulti sono così contraddittori, ecco perché lui stesso, pur provando tanta pena nel sentire i canti, ora ne capisce la bontà e si sente felice di avere nella mamma una buona cantante e pianista che si esibisce per gli ospiti.
Anche alla bambina piace il canto; quando finalmente il tempo lo permette, procedono insieme e si fermano a una chiesa, dove la contadinella va a cantare nel coro. E lui indugia fuori, finché non sente dall'interno la limpida voce della nuova amica.

## Edizioni
- Giovanni Battista Angioletti, La memoria, Milano-Roma, Bompiani, 1949.
- Giovanni Battista Angioletti, La memoria, prefazione di Leone Piccioni, Torino, UTET, 2007.